# 北海道道919号中央東線

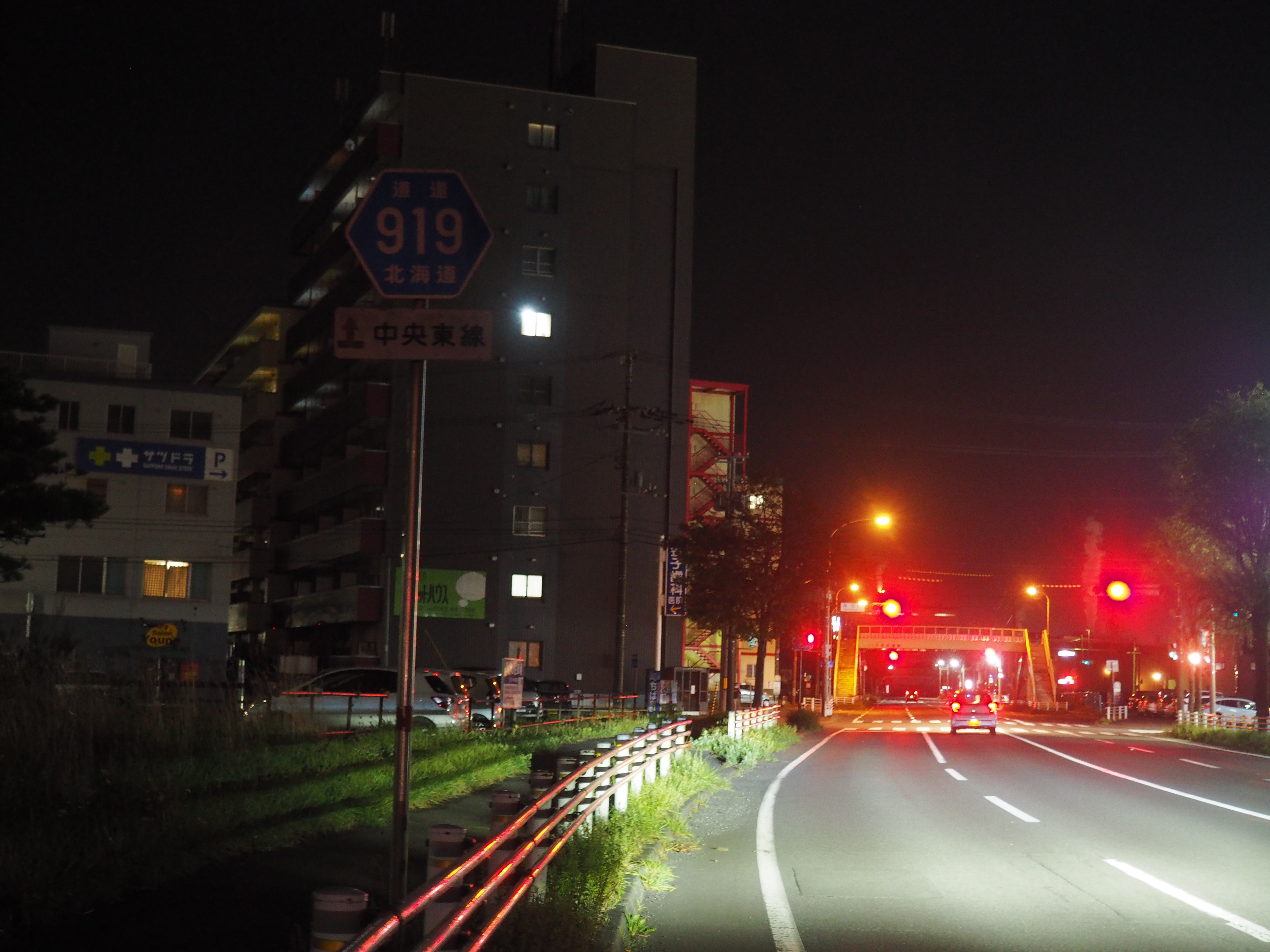
北海道道919号中央東線

北海道道919号中央東線（ほっかいどうどう919ごう ちゅうおうひがしせん）は、北海道室蘭市内を通る一般道道（北海道道）である。未開通区間がある。

## 概要

### 路線データ
- 起点：北海道室蘭市中央町3丁目（北海道道699号室蘭港線交点）
- 終点：北海道室蘭市中島町1丁目（国道37号交点）
- 路線延長：14.7 km（実延長）

## 歴史
- 1976年（昭和51年）8月31日 路線認定[1]。
  - かつての道道757号室蘭環状線から分割される形で誕生した路線である。

## 路線状況
室蘭市母恋南町（金屏風展望台） - 同市みゆき町間は全体的に道幅が狭小で、北海道道としては珍しく、舗装道路でありながら軽自動車同士のすれ違いにも苦労するほど道幅が狭い箇所も存在する。

### 重複区間
- 室蘭市東町2丁目 - 室蘭市寿町3丁目（北海道道107号室蘭環状線）
- 室蘭市知利別町2丁目 - 室蘭市中島町1丁目（北海道道107号室蘭環状線）
- 室蘭市中島町1丁目（北海道道1081号東室蘭停車場線）

### 未開通区間
- 室蘭市舟見町2丁目に未開通区間が存在する。この区間については、地球岬への観光バスルートや津波対策の避難経路確保の観点から、別ルートの市立室蘭総合病院の南側から室蘭市立室蘭西中学校の北側を大きく迂回する「山手ルート」の建設が室蘭市から要望されており、一部区間は整備が進んでいる[2]。

## 地理

### 通過する自治体
- 胆振総合振興局
  - 室蘭市

### 交差する道路
室蘭市
- 北海道道699号室蘭港線 - 中央町3丁目
- 国道36号 - 東町5丁目
- 国道37号 - 東町2丁目、中島町1丁目
- 北海道道107号室蘭環状線 - 寿町3丁目、知利別町2丁目、中島町1丁目
- 北海道道1081号東室蘭停車場線 - 中島町1丁目

### 沿線にある施設など
室蘭市
- 室蘭幸町郵便局 - 幸町5-12
- 室蘭市役所 - 幸町1-2
- DENZAI環境科学館・室蘭市図書館（えみらん） - 本町2丁目2-1
  - DENZAI環境科学館
  - 室蘭市図書館
- セイコーマート室蘭栄町店 - 栄町2丁目4-14
- 室蘭地方気象台 - 山手町2丁目6-8
- 地球岬 - 母恋南町4-77
- 北海道立室蘭高等技術専門学院 - みゆき町2丁目9-5
- イタンキ浜 - 東町3丁目
- 室蘭市立翔陽中学校 - 東町5丁目11-1
- 室蘭市立海陽小学校 - 東町3丁目18-1
- 北海道室蘭栄高等学校 - 東町3丁目29-5
- 室蘭警察署東町交番 - 東町3丁目23-7
- ローソン室蘭寿町三丁目店 - 寿町3‐1‐3
- コープさっぽろ東むろらん店 - 寿町1-23-1
- 中島公園 - 宮の森町4丁目1
- 北海道室蘭工業高等学校 - 宮の森町3-1-1
- セブン-イレブン室蘭宮の森店 - 宮の森町4丁目11-6
- 室蘭市立旭ヶ丘小学校 - 宮の森町1-5-5
- 室蘭市立桜蘭中学校 - 知利別町1丁目11-30
- セブン-イレブン室蘭知利別町店 - 知利別町２丁目７−６
- セイコーマート室蘭知利別店 - 知利別町1丁目1-11
- 室蘭信用金庫中島支店 - 中島町1丁目19-8
- ファミリーマート室蘭中島店 - 中島町1丁目18-7
- 室蘭中島郵便局 - 中島町1丁目33-9
- ローソン室蘭中島町一丁目店 -中島町1‐2‐1